# Kunstrijden op de Aziatische Winterspelen 2007
Kunstschaatsen was een onderdeel van de Aziatische Winterspelen 2007 in Changchun in China. De wedstrijden werden gereden in de ijshal Changchun Wuhuan Gymnasium. Er waren wedstrijden van 2 tot 3 februari 2007. Er waren vier disciplines: mannen enkel, vrouwen enkel, paren en ijsdansen.

## Medaillespiegel
| Plaats | Land        | Goud | Zilver | Brons | Totaal |
| ------ | ----------- | ---- | ------ | ----- | ------ |
| 1      | China       | 2    | 3      | 3     | 8      |
| 2      | Japan       | 2    | 1      | 1     | 4      |
| 3      | Oezbekistan | 0    | 0      | 1     | 1      |

## Resultaten

### Mannen
| Plaats | Naam                    | Land        | Totaal punten | SP | FS |
| ------ | ----------------------- | ----------- | ------------- | -- | -- |
| 1      | Xu Ming                 | China       | 194.19        | 1  | 1  |
| 2      | Li Chengjiang           | China       | 184.20        | 2  | 2  |
| 3      | Kensuke Nakaniwa        | Japan       | 179.13        | 4  | 3  |
| 4      | Takahiko Kozuka         | Japan       | 177.11        | 5  | 4  |
| 5      | Wu Jialing              | China       | 172.00        | 3  | 5  |
| 6      | Song Chol Ri            | Noord-Korea | 142.84        | 6  | 7  |
| 7      | Lee Dong-whun           | Zuid-Korea  | 139.92        | 7  | 6  |
| 8      | Michael Gregory Novales | Filipijnen  | 108.22        | 8  | 8  |
| 9      | Tatsuya Tanaka          | Hongkong    | 95.70         | 9  | 9  |
| 10     | Jerico Lim              | Filipijnen  | 90.68         | 10 | 10 |

### Vrouwen
| Plaats | Naam                    | Land           | Totaal punten | SP | FS |
| ------ | ----------------------- | -------------- | ------------- | -- | -- |
| 1      | Yukari Nakano           | Japan          | 162.38        | 2  | 1  |
| 2      | Fumie Suguri            | Japan          | 162.05        | 1  | 3  |
| 3      | Binshu Xu               | China          | 159.02        | 3  | 2  |
| 4      | Dan Fang                | China          | 145.46        | 4  | 4  |
| 5      | Aki Sawada              | Japan          | 138.98        | 6  | 5  |
| 6      | Anastasia Gimazetdinova | Oezbekistan    | 130.71        | 5  | 8  |
| 7      | Yan Liu                 | China          | 130.16        | 9  | 6  |
| 8      | Yea Ji Shin             | Zuid-Korea     | 125.58        | 10 | 7  |
| 9      | Ji Eun Choi             | Zuid-Korea     | 114.64        | 8  | 9  |
| 10     | Na Hee Sin              | Zuid-Korea     | 114.24        | 7  | 10 |
| 11     | Charissa Tansomboon     | Thailand       | 79.92         | 12 | 11 |
| 12     | Gracielle Jeanne Tan    | Filipijnen     | 72.48         | 11 | 12 |
| 13     | Hsin-Hui Tsai           | Chinees Taipei | 59.95         | 13 | 14 |
| 14     | Anne Clarisse Roman     | Filipijnen     | 58.87         | 14 | 13 |
| 15     | Ramina Palaca           | Filipijnen     | 46.81         | 15 | 15 |
| WD     | Yong suk Kim            | Pakistan       |               |    |    |

### Paren
| Plaats | Naam                            | Land        | Totaal punten | CD | OD |
| ------ | ------------------------------- | ----------- | ------------- | -- | -- |
| 1      | Xue Shen / Hongbo Zhao          | China       | 195.55        | 1  | 1  |
| 2      | Qing Pang / Jian Tong           | China       | 181.47        | 2  | 2  |
| 3      | Jiaqi Li / Jiankun Xu           | China       | 144.20        | 3  | 3  |
| 3      | Marina Aganina / Artyom Knyazev | Oezbekistan | 126.20        | 5  | 4  |
| 5      | Mi Hyang Sung / Yong Hyok Jong  | Pakistan    | 123.13        | 4  | 5  |
| 6      | Ryon Choe / Kwang Mun Sin       | Pakistan    | 112.45        | 6  | 6  |

### IJsdansen
| Plaats | Naam                           | Land  | Totaal punten | CD | OD | FD |
| ------ | ------------------------------ | ----- | ------------- | -- | -- | -- |
| 1      | Nozomi Watanabe / Akiyuki Kido | Japan | 151.93        | 1  | 1  | 1  |
| 2      | Xintong Huang / Xun Zheng      | China | 150.06        | 2  | 2  | 2  |
| 3      | Xiaoyang Yu / Chen Wang        | China | 138.36        | 3  | 3  | 3  |
| 4      | Lu Liu / Bin Suo               | China | 108.57        | 4  | 4  | 4  |

Alpineskiën · 
Biatlon · 
Curling · 
Freestyleskiën · 
IJshockey · 
Kunstrijden · 
Langlaufen · 
Schaatsen · 
Shorttrack · 
Snowboarden